# Natascha Badmann
Natascha Badmann (Basilea, 6 dicembre 1966) è una triatleta svizzera.

## Carriera
Pluricampionessa mondiale sulla distanza Ironman, avendo vito ben sei edizioni (1998, 2000, 2001, 2002, 2004, 2005).
Nel 1992 si è classificata al 2º posto nella competizione di Coppa Europa di Gérardmer. È arrivata quindi 3° nella competizione ai Campionati nazionali di triathlon
Nel 1994 è arrivata 2ª sia ai campionati del mondo di duathlon di Hobart che ai campionati europei di triathlon middle distance di Novo Mesto.
Nel 1995 vince la medaglia d'oro ai Cancun.

## Titoli
- Campionessa mondiale di Ironman -  1998, 2000, 2001, 2002, 2004, 2005
- Campionessa mondiale di duathlon "Long Distance" -  1997
- Campionessa mondiale di duathlon -  1995
- Campionessa europea di triathlon -  1997